# Savva (Nikiforov)
Savva (světským jménem: Jevgenij Alexejevič Nikiforov; * 2. ledna 1974, Voroněž) je ruský duchovní Ruské pravoslavné církve a biskup valujský a alexejevský.

## Život
Narodil se 2. ledna 1974 ve Voroněži.
Po střední škole nastoupil na Voroněžskou uměleckou školu obor pedagogika. Roku 1993 nastoupil do povinné vojenské služby. Po demobilizaci odešel do Zadonského monastýru. Roku 1997 jej biskup zadonský Nikon (Vasin) postřihnul na rjasofora se jménem Aristarch a roku 1999 do malé schimy se jménem Savva. Následující rok byl rukopoložen na jerodiákona a od tohoto roku studoval na Voroněžském duchovním semináři.
Roku 2001 byl rukopoložen na jeromonacha. Stal se zpovědníkem ženského Bogorodice-Tichonovského monastýru. Dne 21. dubna byl povýšen na igumena.
Dne 27. dubna 2010 byl přijat do kléru voroněžské eparchie. Stal se duchovním katedrálního chrámu Pokrova přesvaté Bohorodice. Od roku 2011 studoval na fakultě umění Voroněžské státní pedagogické univerzity. Absolvoval také Petrohradskou duchovní akademii.
Dne 22. října 2015 jej Svatý synod zvolil biskupem valujským a alexejevským. O dva dny později byl povýšen na archimandritu. Biskupská chirotonie proběhla 22. listopadu. Hlavním světitelem byl patriarcha moskevský a celé Rusi Kirill.